# Fatuteke
Fatuteke ist ein Ort im osttimoresischen Suco Balibo Vila (Verwaltungsamt Balibo, Gemeinde Bobonaro). Er liegt in einer Meereshöhe von 496 m im Nordosten der Aldeia Fatululik, an der Grenze zur Aldeia Atara. Der Ort bildet keine geschlossene Siedlung, sondern besteht aus drei kleinen Weilern, die an einer Straße liegen die von Balibo, dem Hauptort des Verwaltungsamtes, nach Norden führt. Zwischen Fatuteke und Balibo befindet sich die Gruta Morutau, eine als heilig geltende Höhle.